# Afflicted
Afflicted (Afligido o La Aflicción) es una película de terror canadiense de 2013 escrita y dirigida por Derek Lee y Clif Prowse. Su debut como directores de largometrajes se estrenó el 9 de septiembre de 2013 en el Festival Internacional de Cine de Toronto, donde obtuvo una mención especial del jurado a la mejor ópera prima canadiense. Lee y Prowse protagonizan a dos amigos cuyo objetivo de filmarse viajando por el mundo se ve truncado cuando uno de ellos contrae una misteriosa enfermedad
Afflicted tuvo un lanzamiento comercial en cines y en video bajo demanda el 4 de abril de 2014.

## Argumento
Clif Prowse y Derek Lee, amigos de la infancia, han decidido dar la vuelta al mundo para filmar su serie web de viajes "Ends of the Earth". El viaje es el último deseo de Derek, ya que tiene una malformación arteriovenosa (MAV) en el cerebro que podría causarle la muerte en cualquier momento.
Clif y Derek hacen una parada en Barcelona para reunirse con viejos amigos que están de gira con su banda. Tras una estancia inicialmente sin incidentes, Derek recoge a una mujer llamada Audrey después de contarle lo de su MAV. Más tarde, esa noche, Clif irrumpe en la habitación del hotel de Derek como una broma, sólo para descubrir a Derek sangrando y semiconsciente, y sin rastro de Audrey. Aunque Derek no recuerda nada del ataque, suponen que Audrey planeó robarle.
Al llegar a Italia, Derek se desmaya y duerme durante todo un día. Clif le despierta a la tarde siguiente para comer. En el restaurante, Derek devora con avidez su plato de pasta y, de repente, vomita. Más tarde, en un viñedo, Derek tiene una reacción extrema a la luz del sol y se ve obligado a huir al interior, cubierto de quemaduras. De vuelta a la habitación del hotel, Clif intenta calmar a Derek, sólo para que éste atraviese de un puñetazo la esquina de una pared de piedra con sus propias manos.
Durante los días siguientes, Derek hace gala de una fuerza, velocidad y agilidad sobrehumanas. Clif intenta persuadir a Derek para que interrumpa su viaje y vuelva a casa, pero Derek sigue insistiendo en que no le pasa nada malo. Como Derek está cada vez más enfermo por no poder comer, finalmente acepta ir a un hospital. En el camino, los dos casi son atropellados por un coche. Derek lucha con el conductor y el pasajero enfadados, y los domina por completo. Luego les lame la sangre de la mano.
Clif deduce correctamente que Derek ha contraído vampirismo, pero investigar en Internet resulta poco útil. Derek intenta primero beber la sangre de una carnicería, y luego mata y bebe la sangre de un cerdito, sólo para vomitarla en ambas ocasiones. Al darse cuenta de que Derek necesita sangre humana, él y Clif intentan robarla de una ambulancia, lo que resulta infructuoso, y se retiran al hotel. Derek entra en un estado catatónico, y Clif decide cortarse el brazo para darle a Derek algo de sangre humana, pero descubre que Derek ha escapado. Clif intenta encontrarlo, pero es emboscado y asesinado por un Derek completamente inhumano. Al recobrar el sentido y darse cuenta de que ha matado a su amigo, Derek se dispara en la cabeza con una escopeta. Poco después, sin embargo, la cabeza de Derek se cura con sólo una ligera cicatriz, y se enfrenta al hecho de que no puede morir ni ser asesinado.
Poco después, los agentes de la Interpol intentan detener a Derek, lo que le obliga a escapar a la luz del día, llevando sólo la bolsa de la cámara de Clif. Consigue volver a Francia y se esconde en un almacén abandonado de París. Revisando las imágenes de su encuentro con Audrey, se da cuenta de que su teléfono móvil podría estar en el hotel donde le mordió. Tras recuperar el móvil, Derek envía mensajes de texto a todos los números de la lista de contactos para intentar atraer a alguien hacia él. Finalmente, recibe una respuesta de un hombre desconocido que le ofrece reunirse en persona; Derek se esconde y le sigue hasta un edificio miserable. En el apartamento del hombre, encuentra una sierra manchada de sangre y fotografías, una de las cuales muestra una vieja fotografía en blanco y negro de Audrey. De repente, el hombre tiende una emboscada a Derek por la espalda, pero su fuerza superior le permite dominar y contener a su atacante. El hombre se revela como Maurice, un conocido de Audrey que está resentido porque Audrey convirtió a Derek en vampiro, pero a él lo dejó como humano. Derek instala una cámara en directo mostrando a Maurice atado, con el fin de atraer a Audrey. Sin embargo, Maurice advierte a Derek que se vaya antes de que Audrey llegue y lo mate. De repente, sin embargo, el apartamento es asaltado por el GIGN y Derek es disparado hasta casi morir antes de entrar en un estado de frenesí. Después de masacrar a todo el escuadrón, Derek escapa una vez más.
Audrey finalmente se acerca a Derek en el edificio abandonado, donde le ataca y le dice que no se acerque a ella o a Maurice nunca más, e idicándole a Derek que no se está alimentando correctamente. Ella le dice al angustiado Derek que no hay cura para su enfermedad, añadiendo que ella misma se habría curado si la hubiera, a lo que Derek responde arremetiendo furiosamente contra ella. Los dos luchan, pero Derek es fácilmente vencido por la más experimentada Audrey. Audrey le insta a alimentarse cada cuatro o cinco días, no sea que vuelva a ser inhumano y se convierta en "algo mucho peor", y comience a matar indiscriminadamente y a diario. Audrey le dice que no puede elegir no matar, pero sí puede elegir a quién matar, y le explica que eligió a Derek porque sabía que se estaba muriendo y pensó que estaba siendo amable.
Más tarde, Derek publica su última entrada en Internet, en la que explica que nunca podrá volver a contactar con su familia. A partir de entonces, se muestra filmando cómo se alimenta de un hombre que tenía vídeos en su teléfono móvil de una agresión sexual a un niño.
En una escena a mitad de los créditos, en algún lugar de Italia, se ve a un chico y a dos chicas adolescentes colándose en una piscina, sólo para ser atacados. El chico consigue escapar y, con la cámara en marcha, encuentra el cadáver ensangrentado de una de las chicas, antes de que Clif, ahora también vampiro, aparezca y le ataque.

## Reparto
- Derek Lee como Derek
- Clif Prowse como Clif
- Michel Gill como Michael Gill
- Jason Lee como Jason
- Gary Redekop como Gary
- Lily Py Lee como la madre de Derek
- Zach Gray como Zachary
- Edo Van Breemen como Edo
- Benjamin Zeitoun como Maurice
- Baya Rehaz como Audrey
- Ian Hanlin como Jeff

## Producción
El rodaje tuvo lugar en Barcelona, París, Italia y Vancouver con un presupuesto de $ 318,000 dólares. La financiación se consiguió mediante una pequeña subvención y a través de la familia y los amigos de Prowse y Lee. Afflicted fue su primer largometraje, ya que anteriormente sólo habían creado cortometrajes juntos. El concepto original de la película era una serie web similar a Lonelygirl15 o Marble Hornets, en la que los dos hacían publicaciones y subían vídeos que parecían normales pero que se volvían más extraños con el tiempo. Sobre el concepto, Prowse comentó que "al final tendrías todos estos huecos porque los personajes dejarían de postear y entonces el largometraje sería esta llave maestra que haría clic al final que presentarías" Optaron por hacer que la enfermedad de Derek fuera el vampirismo, ya que consideraban que los vampiros suelen aparecer en "películas muy estilizadas, cinematográficas, a menudo melodramáticas y románticas" y no se filmaban tradicionalmente de otra manera.
Como ambos no estaban familiarizados con la filmación del género found footage, Prowse y Lee encontraron el rodaje desafiante y comentaron que tenían mucho respeto por los equipos de películas como El proyecto de la bruja de Blair y Paranormal Activity. Comentaron que su elección para protagonizar ellos mismos la película, ayudó a facilitar el proceso, ya que les permitió tener más libertad para rodar y volver a rodar escenas. Lee comentó que su rol de "Derek" era muy exigente físicamente debido al clima de Italia y a las exigencias del papel.

## Promoción
El tráiler de la película destaca por mostrar una selección de escenas del "diario de viaje" de los personajes en orden inverso: Entrada 206, Entrada 185, Entrada 163, Entrada 151, y así sucesivamente, sugiriendo cada escena los horrores que van creciendo a lo largo de la historia. Germain Lussier, de www.slashfilm.com, escribió: "El tráiler de The Afflicted podría ser uno de los mejores que ha lanzado "Hollywood" en mucho tiempo. A diferencia de los tráileres tradicionales, que se presentan de forma lineal, éste empieza por el principio, salta al final y va hacia atrás, mostrando cómo el viaje de dos amigos alrededor del mundo sale horriblemente mal".

## Recepción
Las críticas de Afflicted han sido mayoritariamente positivas y, a fecha de 14 de octubre de 2019, la película tiene una valoración del 83% en Rotten Tomatoes basada en 30 críticas, con una puntuación media de 6.70/10. El consenso del sitio dice: "No está exenta de clichés, pero Afflicted demuestra que todavía hay vida en el género de terror de metraje encontrado". We Got This Covered calificó la película favorablemente, ya que la película no trataba de los clásicos "zombis, plagas o virus devoradores de carne" , con un buen elemento de horror corporal y contando además con "una hermosa cinematografía e imágenes claras y nítidas" en contraposición a los "camarógrafos que se arremolinan tratando de darnos mareos".

### Premios
- Mejor ópera prima canadiense - Mención especial del jurado en el Festival Internacional de Cine de Toronto (2013, ganadora)[8]
- Premio María a los mejores efectos especiales en el Festival de Cine de Sitges (2013, ganadora)[9]
- Premio María a la mejor película en el Festival de Cine de Sitges (2013, nominada)
- Mejor director - largometraje de terror en el Austin Fantastic Fest (2013, ganadora)[10]
- Mejor película de terror en el Austin Fantastic Fest (2013, ganadora)[10]
- Mejor guión de largometraje de terror en el Austin Fantastic Fest (2013, ganadora)[10]